# RiddoDuottarMuseat
RiddoDuottarMuseat (RMD) ist eine samische Museumsstiftung. Sie hat ihren Sitz in der norwegischen Kommune Karasjok (nordsamisch Kárášjohka) im Fylke Finnmark. Sie wurde 2007 gegründet.

## Gliederung
Die Museumsstiftung besteht aus vier samischen kulturgeschichtlichen Museen und einer samischen Kunstsammlung in der West-Finnmark.
- Die Sami-Sammlungen in Karasjok
- Ländlicher Garten von Kautokeino – (Kautokeino bygdetun)
- Porsanger Museum
- Kokelv Maritime Sami Museum in der Gemeinde Hammerfest
- Sami Art Collections in Karasjok

## Aufgaben
RiddoDuottarMuseat vermittelt die kulturelle Vielfalt von der Küste bis zur Hochebene anhand von Objekten, Fotografien, Kunst und Informationen über das immaterielle Kulturerbe.
Die Stiftung verwaltet die größte Sammlung samischer kultureller und historischer Artefakte in Norwegen. Die Sammlung präsentiert wirtschaftliche Aktivitäten, Haushalte, Religion, Handwerk und bildende Künste aus ganz Sápmi und beteiligt sich an der Verwaltung des Exports samischer Kunst- und Kulturobjekte aus Norwegen und arbeitet aktiv an der Bergung von Objekten, die zuvor aus Sápmi ausgeführt wurden.

## Besonderes
Die Hauptsprache von RDM ist Nordsamisch.
Es ist geplant, das bestehende Museumsgebäude abzureißen und ein neues Gebäude zu errichten, in dem die samischen Sammlungen und das samische Kunstmuseum zusammen untergebracht werden können. Der Bebauungsplan sieht außerdem die Einrichtung zugehöriger Einrichtungen, die Aufwertung des Zuganges über die Straße Mari Boine Geaidnu, eine Abkürzung in die Innenstadt und die Weiterentwicklung der Freilichtausstellung vor.
Dazu hatte die Gemeinde Karasjok am 15. Mai 2024 zu einer Auftaktveranstaltung eingeladen.

## Ehrungen
- 2017 wurde die Stiftung mit dem Kritikerpreis für Kunst ausgezeichnet.